# Tomaž Godec
Tomaž Godec, slovenski narodni heroj NOB, komunist, športnik, smučarski tekač in športni organizator, * 15. december 1905, Bohinjska Bistrica, † 20. april 1942, Mauthausen.

## Življenjepis
Godec se je izučil za strojarja in imel v Bohinjski Bistrici majhno usnjarno v kateri se je marca 1939 konstituiralo takratno začasno vodstvo KPJ kot nov Centralni komite Komunistične partije Jugoslavije s Titom na čelu. Član partije je bil verjetno že prej, najverjetneje je v KPJ vstopil 1938. Leta 1939 je organiziral Zvezo delavnega ljudstva v Bohinju, 1940 se je kot delegat udeležil 5. državne konference KPJ v Zagrebu. Po okupaciji je postal eden glavnih organizatorjev NOB v Bohinju in bil tudi med pomembnimi organizatorji oborožene vstaje na širšem območju Gorenjske. Marca 1942 so ga okupatorji ujeli, ga v gestapovskih zaporih v Begunjah na Gorenjskem mučili in usmrtili v plinski celici v Mauthausnu.
Godec je bil organizator smučarskega športa, graditelj planinskih koč in reprezentant Jugoslavije v smučarskem teku. Leta 1931 je na  svetovnem prvenstvu v teku na 50 km osvojil 21. mesto. Po njem se imenuje tradicionalni Godčev memorial v smučarskih tekih, njegova hiša pa je urejena kot muzej.